# Liste der Stolpersteine in Eichstätt

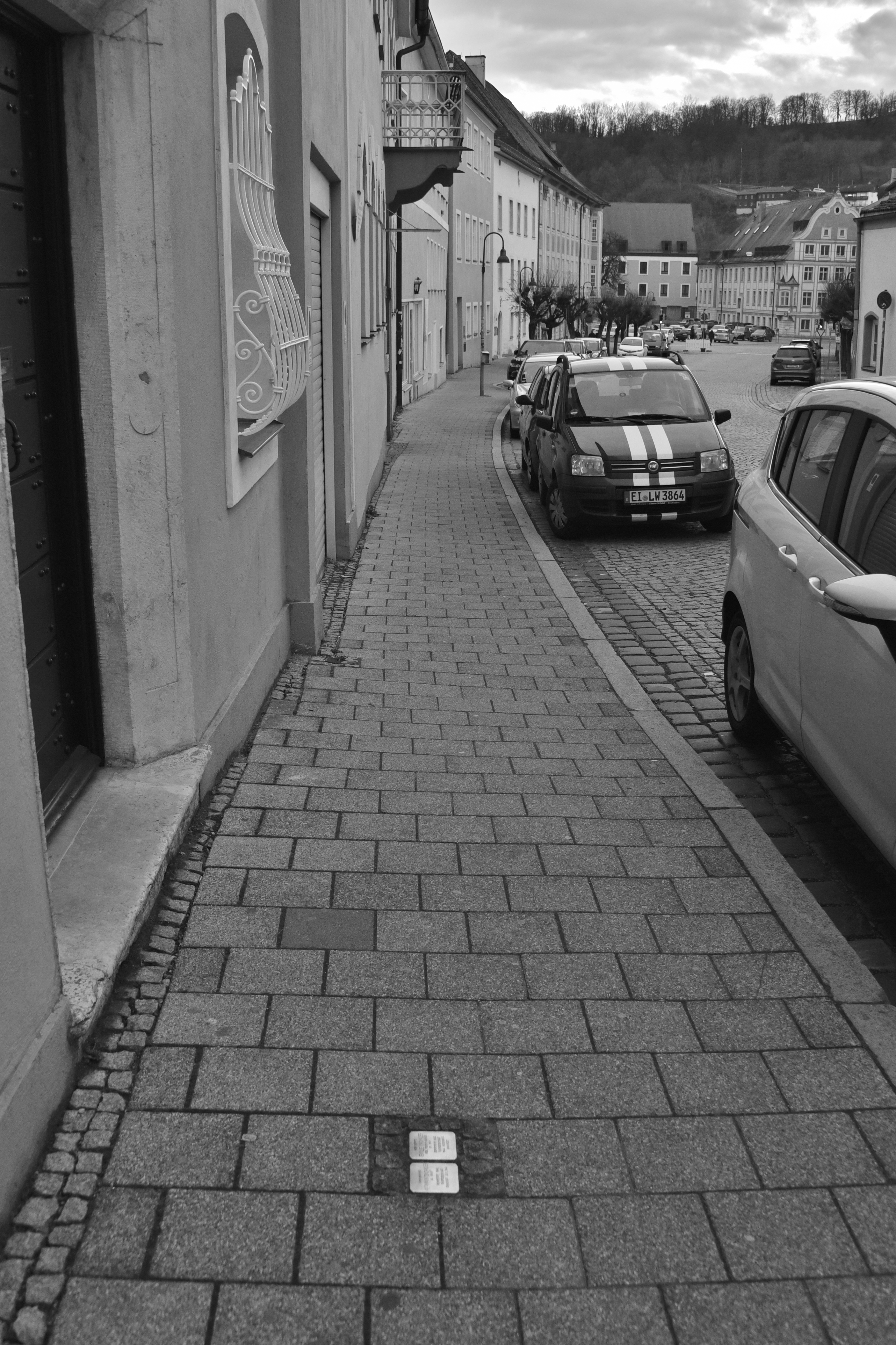
Stolpersteine in Eichstätt

In der Liste der Stolpersteine in Eichstätt werden die vorhandenen Gedenksteine aufgeführt, die im Rahmen des Projektes Stolpersteine des Künstlers Gunter Demnig bisher in Eichstätt verlegt worden sind. Außerdem sind die vier Stolpersteine aufgeführt, die zwischenzeitlich wieder entfernt wurden.

## Gegenwärtig verlegte Stolpersteine
| Stolperstein | Inschrift | Verlegeort          | Name, Leben                                                                                           |
| ------------ | --- | ------------------- | --- |
|              | HIER WOHNTE ELSE DACHAUER VERH. BERND JG. 1901 DEPORTIERT 1942 IZBICA ERMORDET                                                                         | Westenstraße 1 ·    | Else Dachauer, verheiratete Bernd (1901–1942/45), geboren am 3. April 1901 in Eichstätt               |
|              | HIER WOHNTE EMILIE DACHAUER GEB. FEUCHTWANGER JG. 1881 DEPORTIERT 1942 THERESIENSTADT 1944 AUSCHWITZ ERMORDET                                          | Luitpoldstraße 14 · | Emilie Dachauer, geborene Feuchtwanger (1881–1944/45), geboren am 9. Juli 1881 in Sulzbürg            |
|              | HIER WOHNTE DR. FRIEDA DACHAUER VERH. EPSTEIN JG. 1899 DEPORTIERT 1943 ERMORDET IN AUSCHWITZ                                                           | Westenstraße 1 ·    | Frieda Dachauer, verheiratete Epstein (1899–1943/45), geboren am 20. Januar 1899 in Eichstätt         |
|              | HIER WOHNTE HERMANN DACHAUER JG. 1869 DEPORTIERT 1942 THERESIENSTADT ERMORDET 2.11.1942                                                                | Luitpoldstraße 14   | Hermann Dachauer (1869–1942), geboren am 23. Februar 1869 in Thalmässing                              |
|              | HIER WOHNTE JULIE DACHAUER VERH. OESTREICHER JG. 1900 DEPORTIERT 1942 IZBICA ERMORDET                                                                  | Westenstraße 1 ·    | Julie Dachauer, verheiratete Oestreicher (1900–1942/45), geboren am 7. November 1900 in Eichstätt     |
|              | HIER WOHNTE SABINE DACHAUER GEB. OESTREICHER JG. 1878 DEPORTIERT 1942 IZBICA ERMORDET                                                                  | Westenstraße 1 ·    | Sabine Dachauer, geborene Oestreicher (1878–1942/45), geboren am 27. April 1878 in Treuchtlingen      |
|              | HIER WOHNTE WALTER DACHAUER JG. 1909 DEPORTIERT 1942 IZBICA ERMORDET                                                                                   | Westenstraße 1      | Walter Dachauer (1909–1942/45), geboren am 12. August 1909 in Eichstätt                               |
|              | HIER WOHNTE SALOMON GUTTENTAG JG. 1874 FLUCHT 1937 SÜDAFRIKA                                                                                           | Domplatz 5 ·        | Salomon Guttentag (1874–)                                                                             |
|              | HIER WOHNTE FLORA LIEBMANN GEB. STEINACHER JG. 1872 DEPORTIERT 1942 THERESIENSTADT ERMORDET 24.10.1942                                                 | Marktplatz 2 ·      | Flora Liebmann, geborene Steinacher (1872–1942/45), geboren am 29. April 1872 in Neustadt a. d. Aisch |
|              | HIER WOHNTE MAX LIEBMANN JG. 1868 DEPORTIERT 1942 THERESIENSTADT ERMORDET 25.4.1943                                                                    | Marktplatz 2        | Max Liebmann (1868–1943), geboren am 4. Januar 1868 in Steinach a. d. Saale                           |
|              | HIER WOHNTE ROSA LÖW GEB. SÄMANN JG. 1873 DEPORTIERT 1942 THERESIENSTADT 1942 TREBLINKA ERMORDET                                                       | Marktgasse 3 ·      | Rosa Löw, geborene Sämann (1873–1942/45), geboren am 26. Mai 1873 in Ullstadt                         |
|              | HIER WOHNTE ROSA MARX GEB. BERMANN JG. 1875 DEPORTIERT 1942 THERESIENSTADT 1942 TREBLINKA ERMORDET                                                     | Luitpoldstraße 16 · | Rosa Marx, geborene Bermann (1875–1942/45), geboren am 25. September 1875 in Berolzheim               |
|              | HIER WOHNTE SIEGMUND MARX JG. 1874 DEPORTIERT 1942 THERESIENSTADT 1942 TREBLINKA ERMORDET                                                              | Luitpoldstraße 16   | Siegmund Marx (1875–1942/45), geboren am 16. Februar 1874 in Biebrich                                 |
|              | HIER WOHNTE WILHELM SCHIMMEL JG. 1884 VERHAFTET 1938 'DEVISENVERBRECHEN' ZUCHTHAUS LUDWIGSBURG ENTLASSEN 1942 VON GESTAPO ABGEHOLT SCHICKSAL UNBEKANNT | Pfahlstraße 17 ·    | Wilhelm Schimmel (1884–1942/45)                                                                       |

## Ehemals verlegte Stolpersteine
| Stolperstein | Inschrift                                                                                 | Verlegeort     | Name, Leben |
| ------------ | ----------------------------------------------------------------------------------------- | -------------- | --- |
|              | HIER WOHNTE HANS HAENLEIN JG. 1909 FLUCHT 1939 SHANGHAI                                   | Am Graben 21 · | Hans Haenlein (1909–), mittlerweile auf Wunsch eines Nachkommen wieder entfernt                                                     |
|              | HIER WOHNTE JULIE HAENLEIN GEB. LANDAUER JG. 1878 DEPORTIERT 1942 PIASKI ERMORDET         | Am Graben 21   | Julie Haenlein, geborene Landauer, geboren am 27. April 1878 in Gerabronn; mittlerweile auf Wunsch eines Nachkommen wieder entfernt |
|              | HIER WOHNTE ROSA HAENLEIN JG. 1907 FLUCHT 1939 ENGLAND                                    | Am Graben 21   | Rosa Haenlein (1939–), mittlerweile auf Wunsch eines Nachkommen wieder entfernt                                                     |
|              | HIER WOHNTE SALOMON HAENLEIN JG. 1871 GEDEMÜTIGT / ENTRECHTET FLUCHT IN DEN TOD 17.9.1935 | Am Graben 21   | Salomon Haenlein, geboren am 15. August 1871 in Pappenheim; mittlerweile auf Wunsch eines Nachkommen wieder entfernt                |